# Огибалово (Вожегодский район)
Огибалово — деревня в Вожегодском районе Вологодской области.
Входит в состав Тигинского сельского поселения (с 1 января 2006 года по 9 апреля 2009 года была центром Огибаловского сельского поселения), с точки зрения административно-территориального деления — центр Огибаловского сельсовета.
Расстояние до районного центра Вожеги по автодороге — 40 км, до центра муниципального образования Гридино по прямой — 14 км. Ближайшие населённые пункты — Олюшино, Куршиевская, Бухара.
По переписи 2002 года население — 97 человек (47 мужчин, 50 женщин). Преобладающая национальность — русские (98 %).